# Gouvernement Kafr asch-Schaich
Kafr asch-Schaich (arabisch محافظة كفر الشيخ Muhāfazat Kafr asch-Schaich, DMG Muḥāfaẓat Kafr aš-Šayḫ, ägyptisch-Arabisch Muḥāfẓet Kafr El Sheikh) ist ein Gouvernement in Ägypten mit 3.362.185 Einwohnern und liegt im nördlichen Nildelta.

## Geographie
Das Gouvernement grenzt im Norden an das Mittelmeer, im Osten an das Gouvernement ad-Daqahliyya, im Süden an das Gouvernement al-Gharbiyya und im Westen an das Gouvernement al-Buhaira. Das Verwaltungszentrum ist Kafr asch-Schaich.

## Umwelt
Der Nil ist in Kafr asch-Schaich stark verschmutzt und enthält Chemikalien, was vor allem die Existenz der Kleinbauern bedroht, auf die der inländische Konsum angewiesen ist. Auch die Böden sind belastet und zudem von Versalzung betroffen. Es wird berichtet, dass Bauern eigene Erzeugnisse aus gesundheitlichen Gründen meiden. Eine Bürgerinitiative in der Stadt Kafr asch-Schaich hat Geld gesammelt und etwa um 2017 Land für den Bau einer Wasseraufbereitungsanlage gekauft. Versprochene staatliche Gelder für deren Errichtung wurden jedoch bis Ende 2024 nicht freigegeben.